# Épluche-légumes

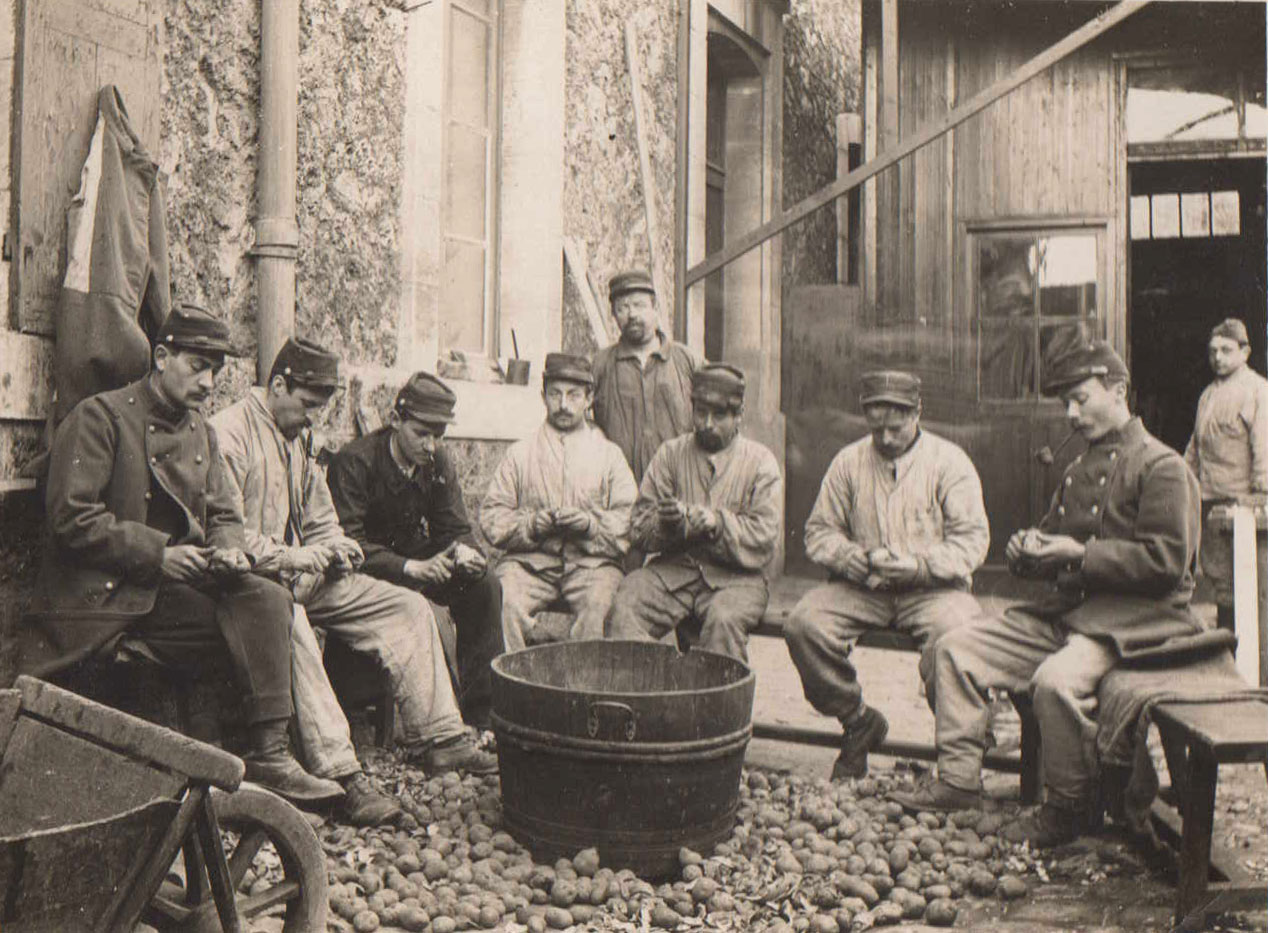
Militaires à la corvée de patates (1914-1918)

Un épluche-légumes, épluche-légume, éplucheur, économe ou couteau économe est un ustensile de cuisine destiné à éplucher les pommes de terre et tous les autres légumes entourés d'une peau. Cette peau, une fois retirée, porte le nom d'épluchure.

## Histoire des techniques de l'épluchage
Traditionnellement, l'épluchage des légumes se pratiquait avec un simple couteau de cuisine, notamment dans le cadre des « corvées de patates » de la vie militaire. Cet épluchage au couteau demandait patience et dextérité, et provoquait des pertes de matière plus ou moins importantes.
Pour éviter ce gaspillage, on a créé, dès le début du XXe siècle, des ustensiles spéciaux propres à faciliter le geste, économiser du temps et de la matière, avec un souci de sécurité.

## Types d'épluche-légumes
En Europe, un premier type d'épluche-légumes comportait une lame de rasoir tenue entre deux plaques métalliques, le tout emmanché en longueur. 
Un dérivé, encore très populaire, consiste en une lame emmanchée pliée longitudinalement en angle obtus et percée de deux fentes tranchantes embouties et affûtées qui conviennent l'une aux droitiers, l'autre aux gauchers. La pointe permet de creuser un fruit ou un légume pour en extraire les éléments indésirables. Il est connu en France sous le nom de « l’Économe » (marque déposée). Il a été inventé par Victor Pouzet à Thiers (Puy-de-Dôme, France) en 1929. Sa société est rachetée en 1970 par la coutellerie Thérias, qui continue la fabrication, avant d'être rachetée à son tour par l'entreprise Guy Degrenne en 2015, puis fermée en 2018, les lignes de productions de l'Économe étant déménagées dans le Calvados. 
En 1947, est apparu un type d'épluche-légumes d'une autre forme, à lame transversale articulée sur un manche métallique, le tout prenant l'allure d'un rasoir à main. On lui a donné le nom de « rasoir à légumes » ou « Rex ». L'invention brevetée est déposée par le suisse Alfred Neweczerzal.
D'autres modèles d'épluche-légumes peuvent être rencontrés : aux Pays-Bas ou en Allemagne, par exemple, on trouve couramment un type hybride des deux types décrits ci-dessus, à lame pivotante, mais montée dans le prolongement du manche.
Il existe aussi des modèles plus élaborés à manivelle et châssis fixe à ventouse, fonctionnant sur le principe du tour à bois, à l'origine destinés à l'épluchage des pommes, mais présentés comme pouvant servir aussi à l'épluchage de légumes comme les carottes ou les pommes de terre.

## Épluche-légumes électriques et industriels
Certains robots ménagers proposent un épluche-légumes en accessoire ou autonome, utilisant le principe des râpes rotatives.
C'est aussi ce principe qu'utilisent les machines éplucheuses industrielles de l'agroalimentaire et de la conserverie de fruits et légumes.

## Galerie

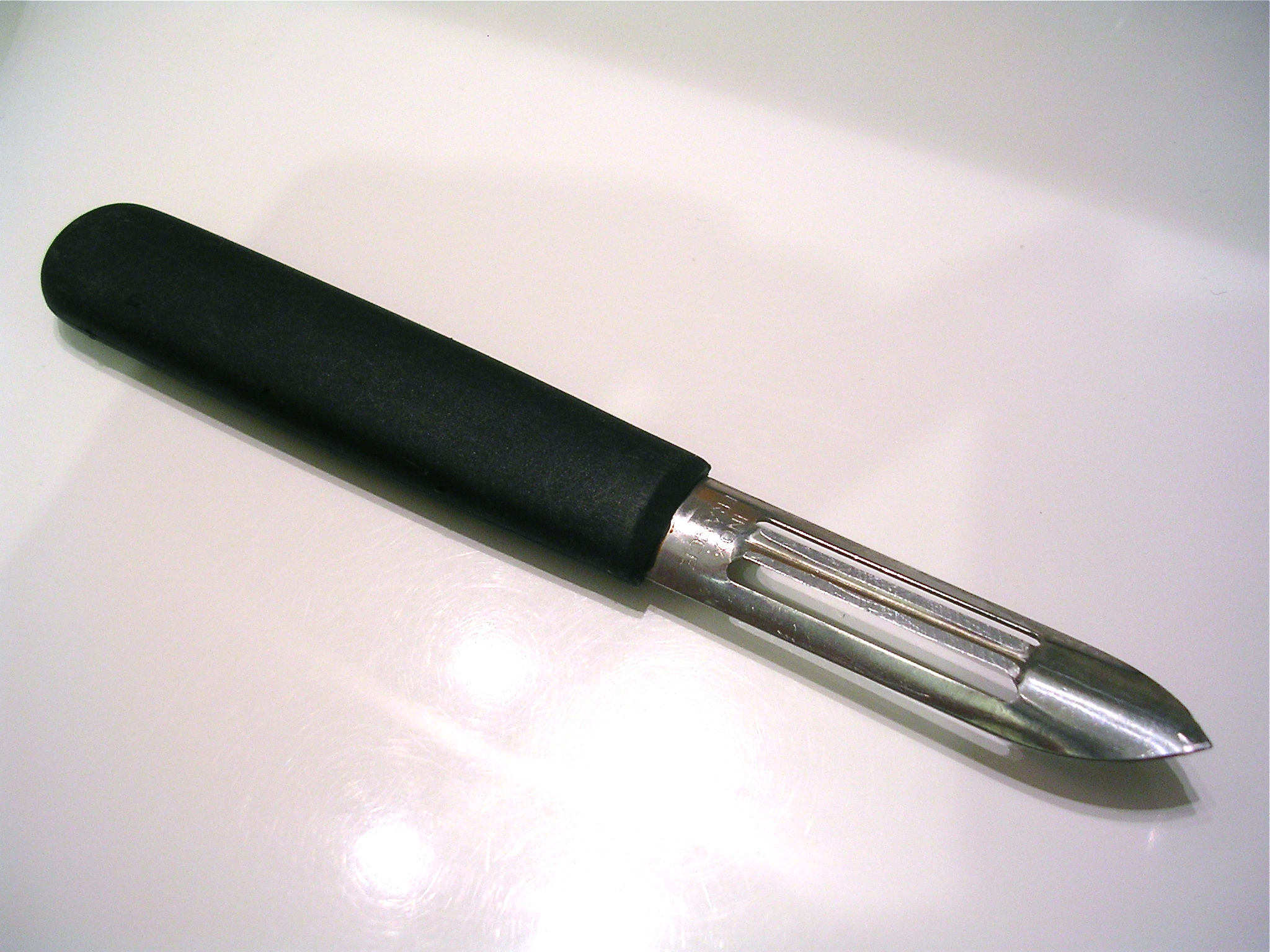
Épluche-légumes de type « Économe »
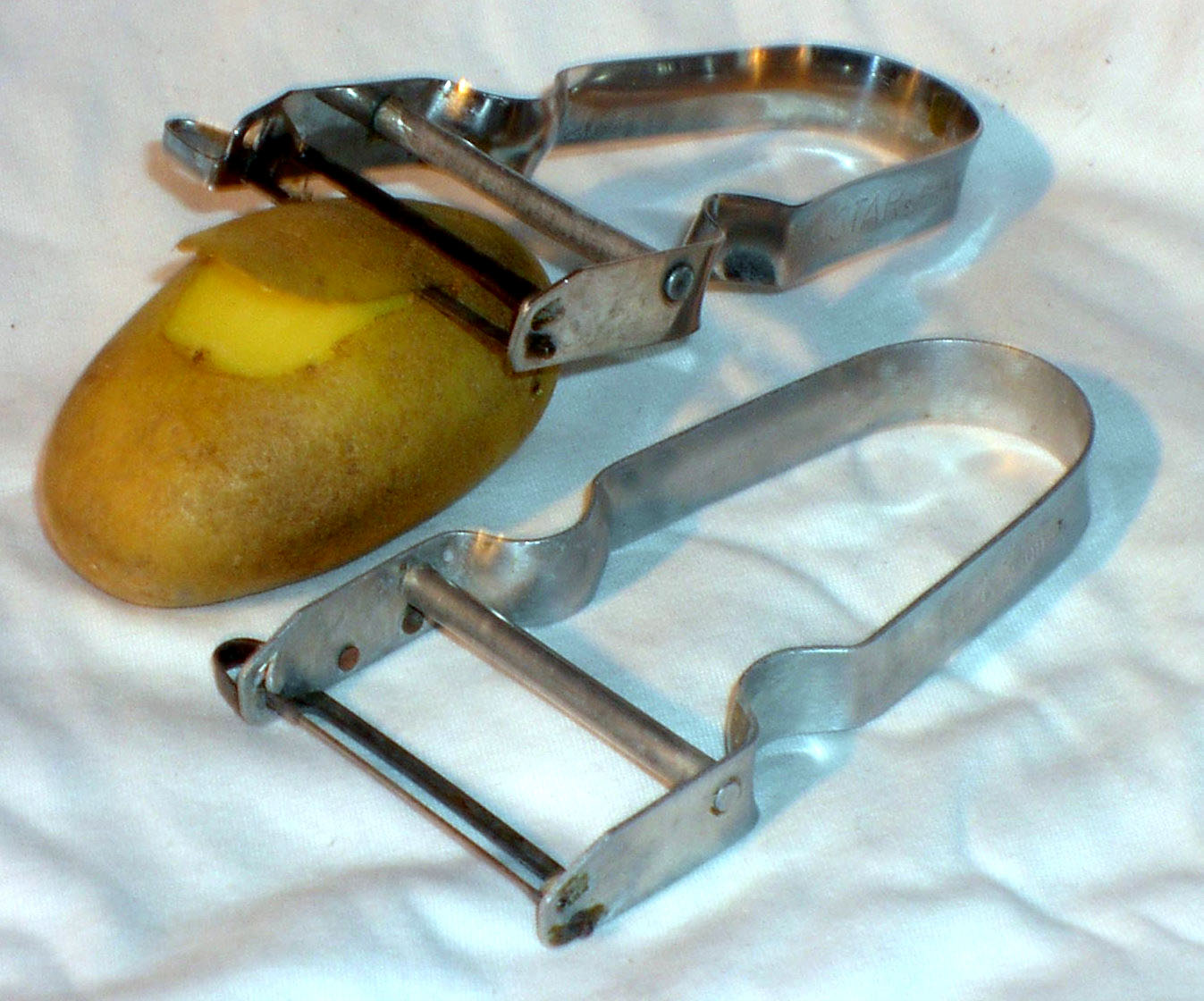
Type « rasoir à légumes » Rex
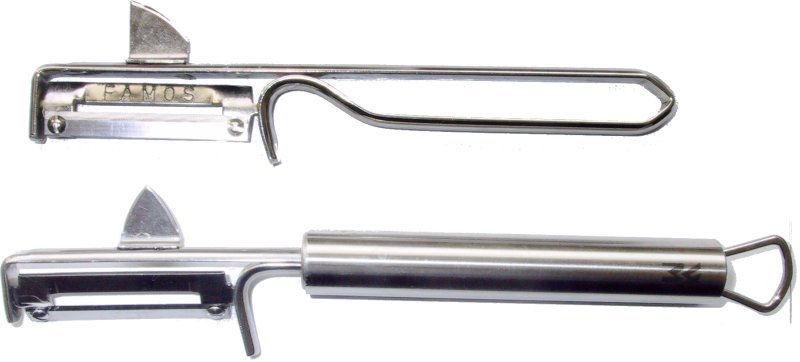
Type de couteaux épluche-légumes en usage en Europe du Nord
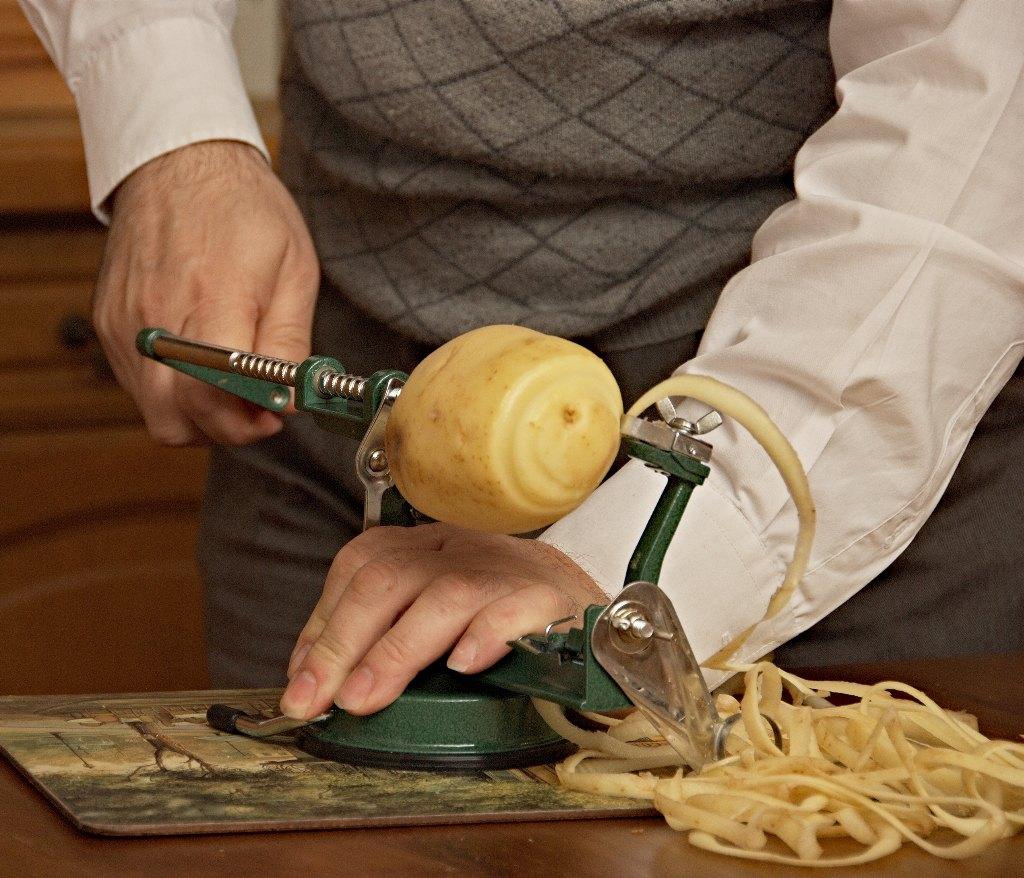
Épluche-fruits ou légumes, construit sur le principe du tour à bois.